# Piotr Kimla
Piotr Kimla (ur. 1973) – polski politolog, profesor nauk społecznych, badacz stosunków międzynarodowych, wykładowca w Instytucie Nauk Politycznych i Stosunków Międzynarodowych Uniwersytetu Jagiellońskiego.

## Kariera naukowa
5 lutego 2002 r. uzyskał na Wydziale Studiów Międzynarodowych i Politycznych UJ stopień doktora nauk humanistycznych w dyscyplinie nauk o polityce na podstawie pracy Idee polityczne w twórczości T.S. Eliota, której promotorką była Krystyna Chojnicka. 30 listopada 2010 r. uzyskał na tym samym wydziale i w tej samej dyscyplinie stopień doktora habilitowanego na podstawie dorobku naukowego i rozprawy Historycy – politycy jako źródło realizmu politycznego. Tukidydes – Polibiusz – Machiavelli. 23 stycznia 2023 r. otrzymał tytuł naukowy profesora (tzw. profesurę belwederską) w dziedzinie nauk społecznych.
W macierzystym instytucie należy do zespołu Katedry Stosunków Międzynarodowych i Polityki Zagranicznej.